# Mariella Gramaglia
Mariella Gramaglia, née le 4 mai 1949 à Ivrea et morte le 15 octobre 2014 à Rome, est une féministe, journaliste, femme politique et députée de gauche.

## Biographie
Après avoir obtenu un diplôme de philosophie à l'Université de Turin, elle s'installe à Rome. Elle publie l'un des tout premiers recueils de textes féministes en Italie pour l’éditeur Samonà et Savelli. Elle enseigne la littérature et la philosophie pendant quelques années au Liceo Sperimentale della Bufalotta de Rome où Valerio Magrelli, Fabio Ferzetti, Guglielmo Loy, Riccardo Barenghi, Nicola Pecorini, Daniele Archibugi et Alessandra Baduel sont ses élèves.
À partir de 1975, elle abandonne l’enseignement et est journaliste à Il Manifesto puis à Il Lavoro de Gênes. Elle travaille sur les questions d'égalité des sexes et de droits civiques. Elle suit le débat sur la loi sur l'interruption volontaire de grossesse. Par la suite, elle a été une collaboratrice de l’émission Si dice donna à la Rai produite par Tilde Capomazza. En 1983, elle devient directrice de la revue Noi Donne.
Elle est élue députée à la dixième législature de la république italienne le 14 juin 1987 sur la liste du Parti communiste italien dans la circonscription de Rome-Viterbo-Latina-Frosinone. Elle participe à la Commission des affaires sociales, présentant de nombreux projets de loi sur les problèmes sociaux, le statut familial et la condition de la femme.
Ensuite et jusqu’en 2007, elle travaille à la mairie de Rome avec Francesco Rutelli et Walter Veltroni, pour la communication, puis sur l'égalité des chances.
En 2007, elle se rend à Ahmedabad en Inde pour collaborer avec Sewa, un syndicat autonome de femmes, pour le compte de la Confédération générale italienne du travail. Elle rend compte de son expérience dans un livre.
 En 2011, Mariella Gramaglia s’implique, avec Cristina Comencini, Francesca Comencini, Licia Conte, Silvia Costa, Lidia Ravera et Serena Sapegno, dans le mouvement féministe Se non ora quando lié au scandale né à la suite des allégations de fréquentation de prostituées mineures par Silvio Berlusconi.  
Elle meurt en 2014 des suites d’une longue maladie.

### Vie privée
Après un premier et court mariage avec Luca Codignola au début des années soixante-dix, elle a une relation amoureuse avec le réalisateur Nanni Moretti, pour qui elle joue dans le court métrage Pâté de bourgeois.
Elle vit ensuite avec l'économiste Fernando Vianello, avec qui elle aura deux enfants.

## Livres
- La rivoluzione più lunga. Saggi sulla condizione della donna nelle società a capitalismo avanzato, éditrice, Rome, La nuova sinistra, Samonà e Savelli, 1972.
- La poesia femminista, éditrice avec Nadia Fusini, Rome, La nuova sinistra, Savelli, 1976.
- Indiana. Nel cuore della democrazia più complicata del mondo, Rome, Donzelli, 2008.
- Fra me e te Madre. e figlia si scrivono: pensieri, passioni, femminismi avec sa fille Maddalena Vianello et des textes de Franca Fossati et Lidia Ravera, Milan, Al. Edition, 2013.